# St. Georg (Mundelfingen)

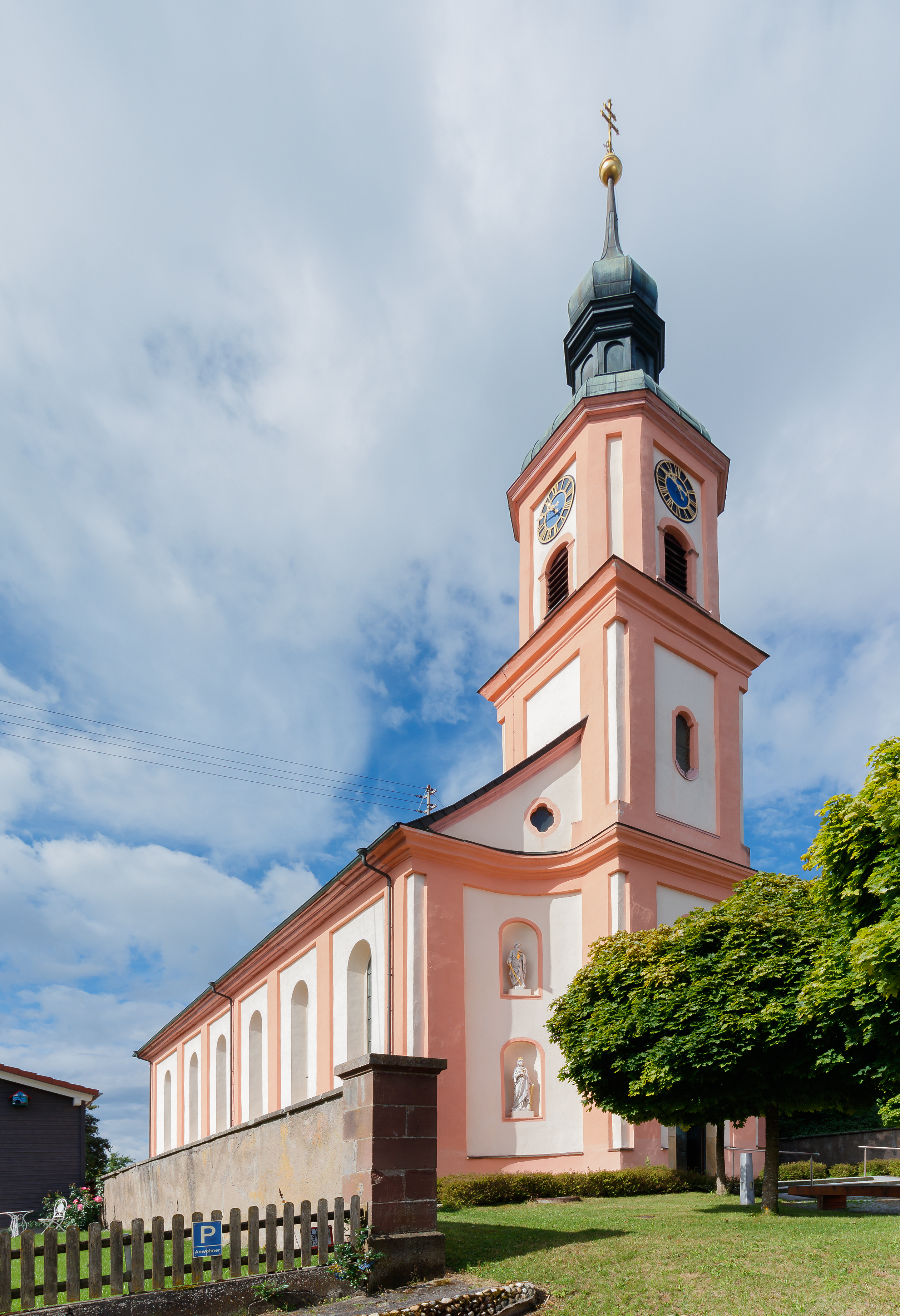
St. Georg in Mundelfingen

Die römisch-katholische Pfarrkirche St. Georg steht in Mundelfingen, einem Dorf und heutigen Ortsteil von Hüfingen im Schwarzwald-Baar-Kreis in Baden-Württemberg. Die Kirchengemeinde gehört zum Dekanat Schwarzwald-Baar im Erzbistum Freiburg. Das Bauwerk ist beim Landesamt für Denkmalpflege Baden-Württemberg als Baudenkmal eingetragen.

## Beschreibung
Die giebelständige Saalkirche im Baustil des Barock wurde 1750/51 nach einem Entwurf von Peter Thumb erbaut. Sie besteht aus einem Langhaus, einem eingezogenen, gerade geschlossenen Chor im Südwesten und einem dreigeschossigen Fassadenturm im Nordosten. In seinen konkaven Flanken befinden sich vier Nischen, in denen sich die Statuetten der Heiligen Barbara, der Heiligen Katharina, des Heiligen Petrus und des Heiligen Paulus befinden. Das oberste Geschoss mit abgeschrägten Ecken beherbergt die Turmuhr und den Glockenstuhl, in dem vier Kirchenglocken hängen. Das Langhaus ist mit Lisenen in sechs Joche gegliedert, zwischen denen sich Bogenfenster befinden. 
Der Innenraum des Langhauses ist mit einem Stichkappengewölbe überspannt, der des Chors hat Emporen an beiden Seiten. Zur Kirchenausstattung gehört ein Hochaltar, der von Statuen des Heiligen Georg und der Heiligen Margareta flankiert wird. In seinem Altarretabel ist ein Bild von der Kreuzigung zu sehen. Im Altarauszug ist der Heilige Georg dargestellt.

## Bilder

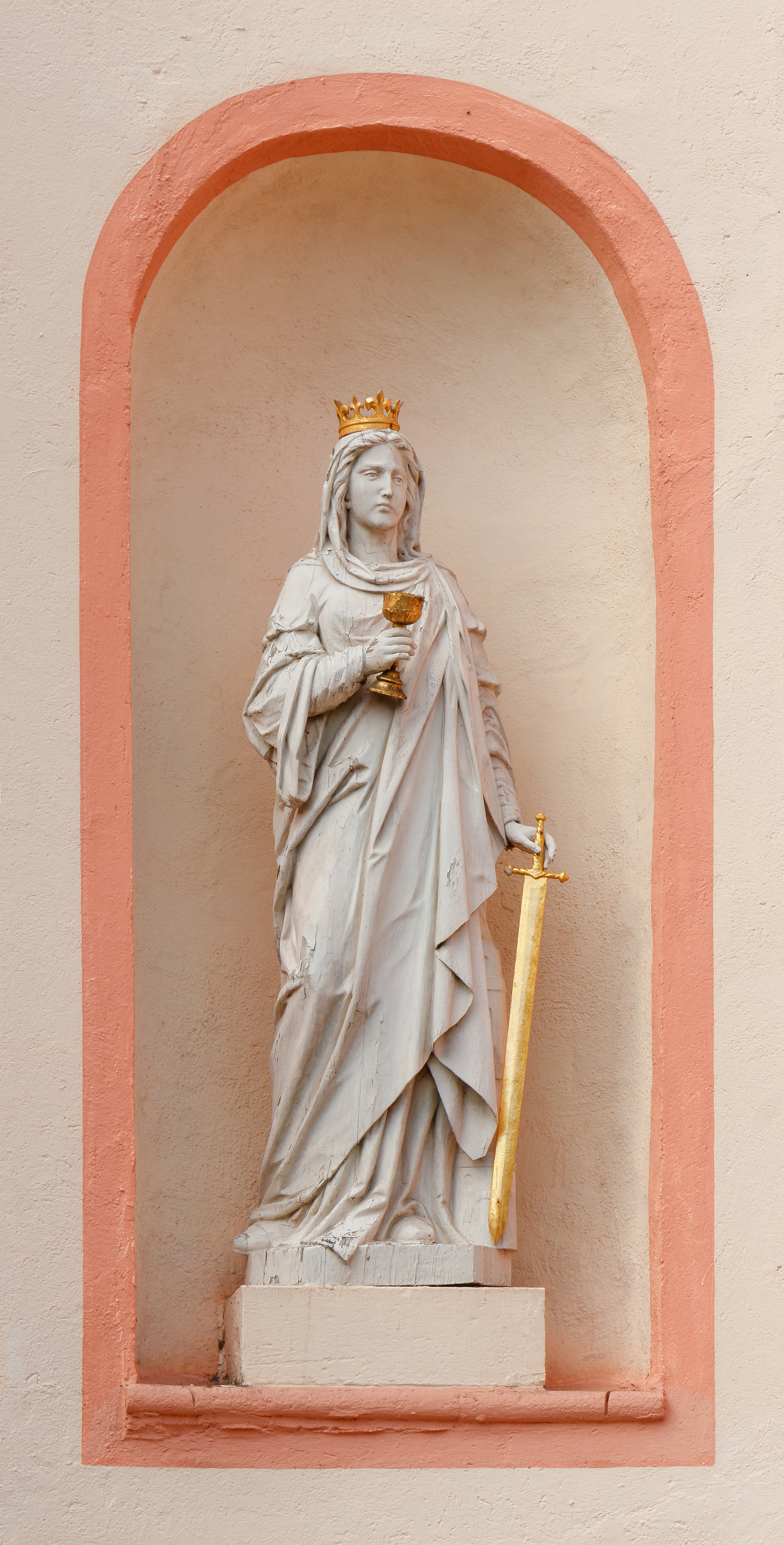
Hl. Barbara Nordost-Fassade
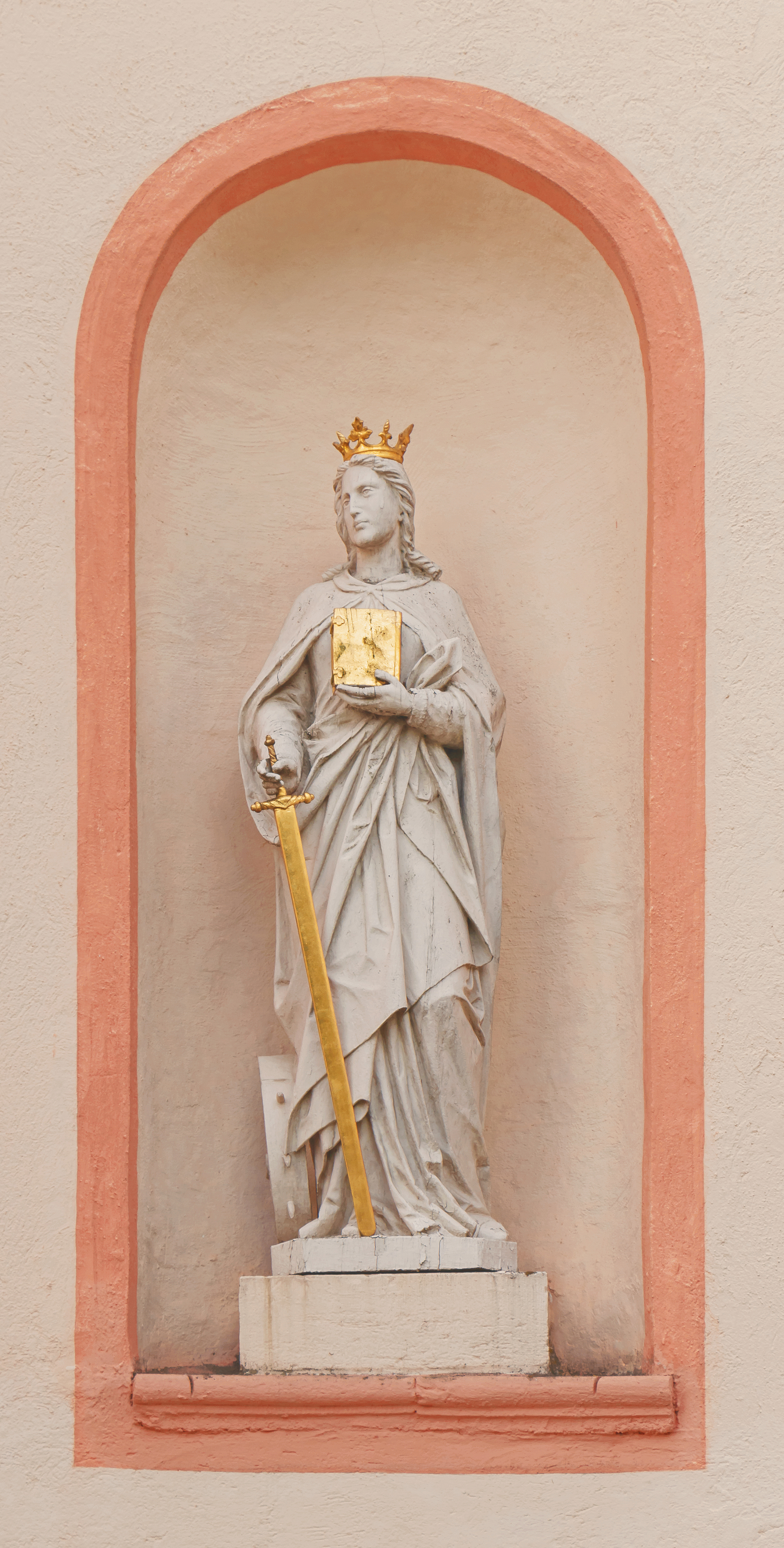
Hl. Katharina Nordost-Fassade
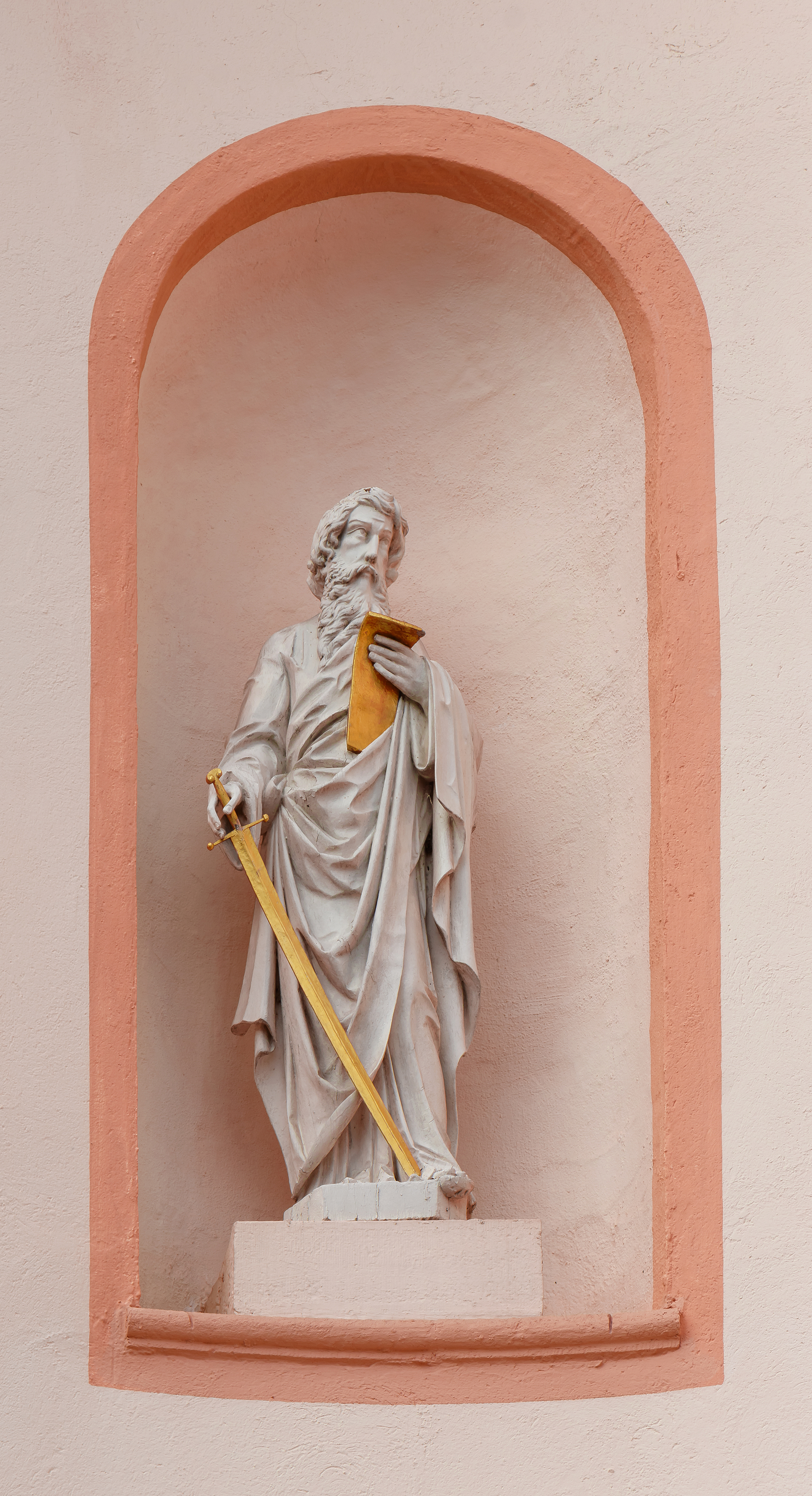
Hl. Paulus Nordost-Fassade
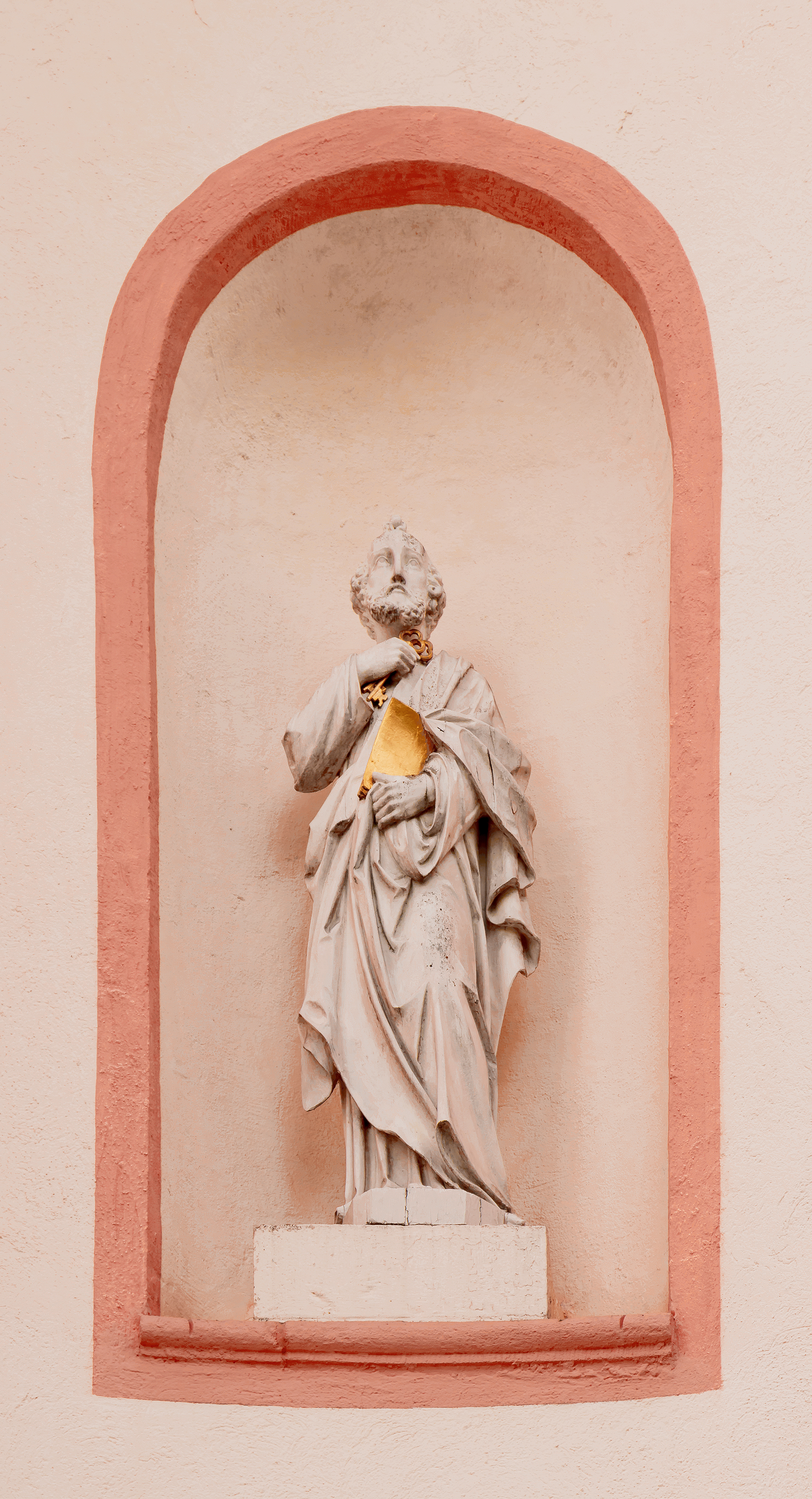
Hl. Petrus Nordost-Fassade
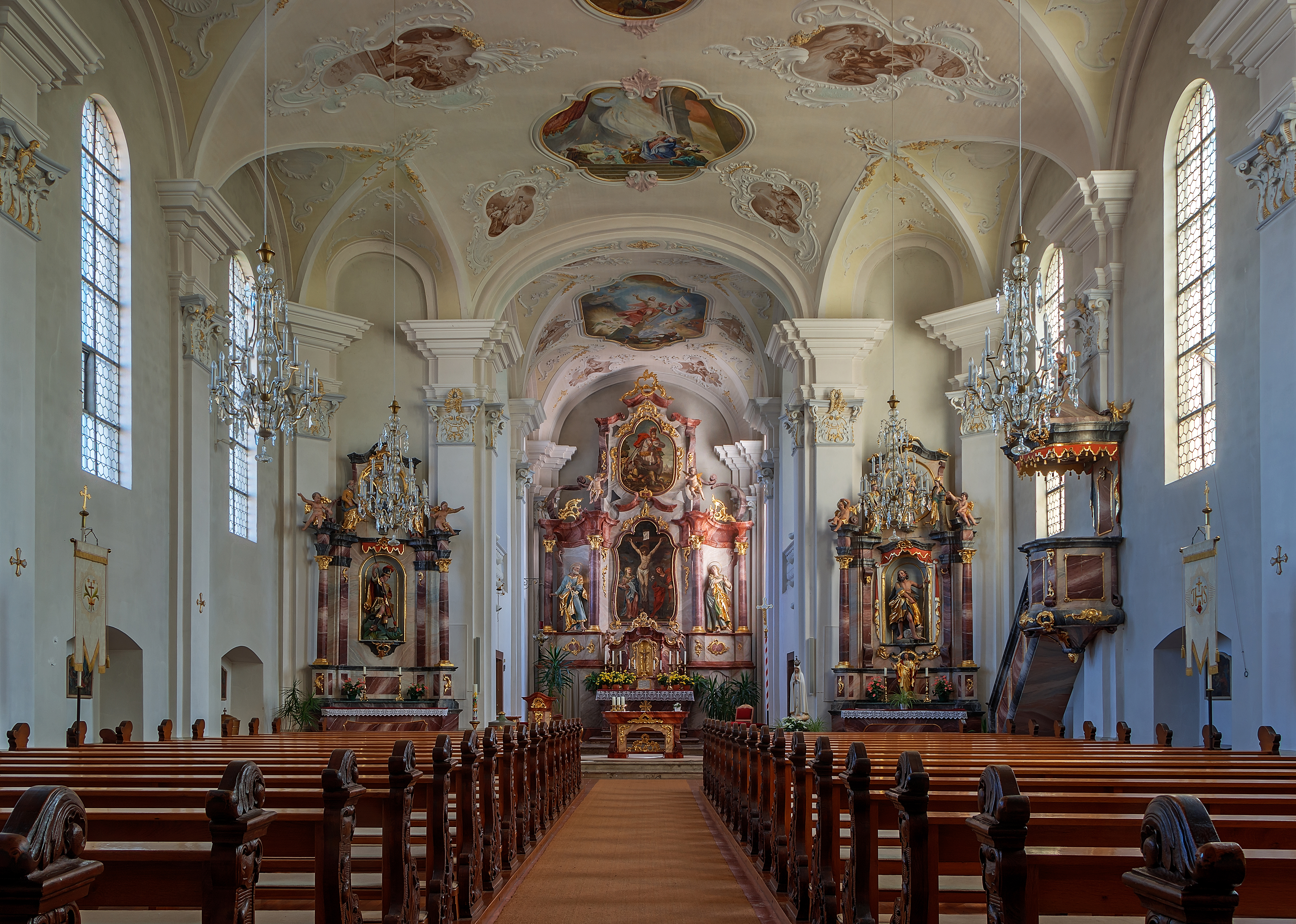
Innenraum
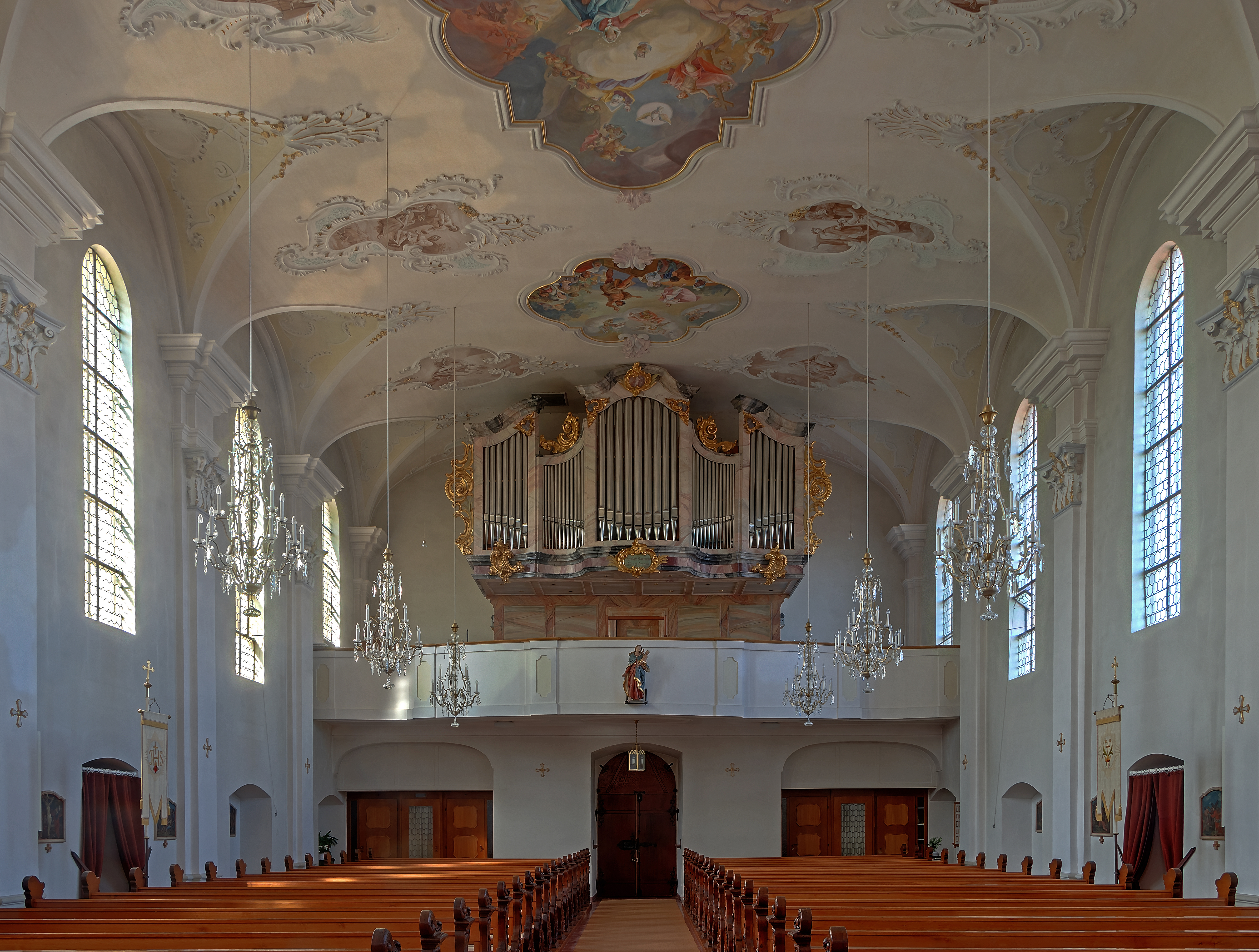
Orgelempore
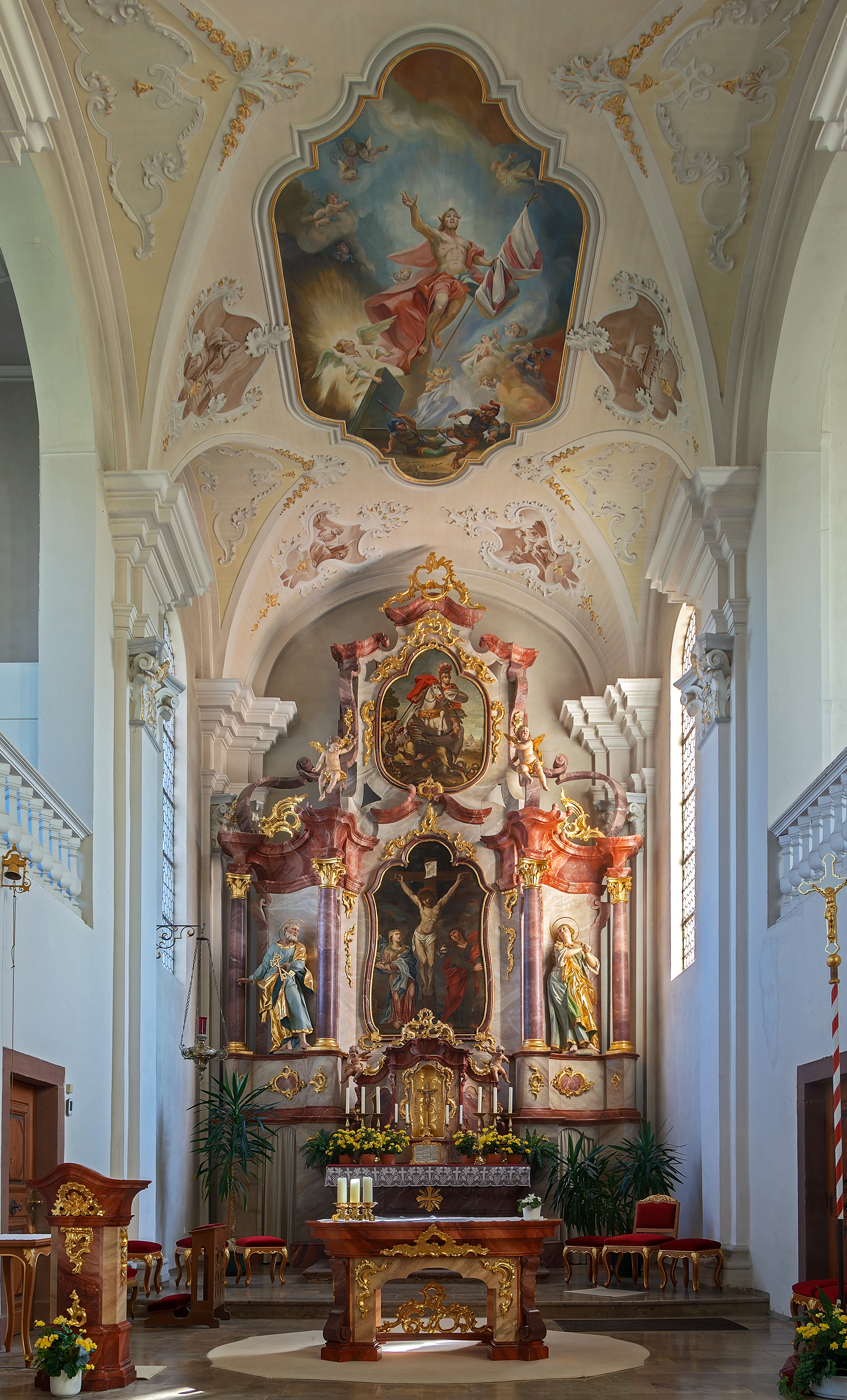
Altarraum
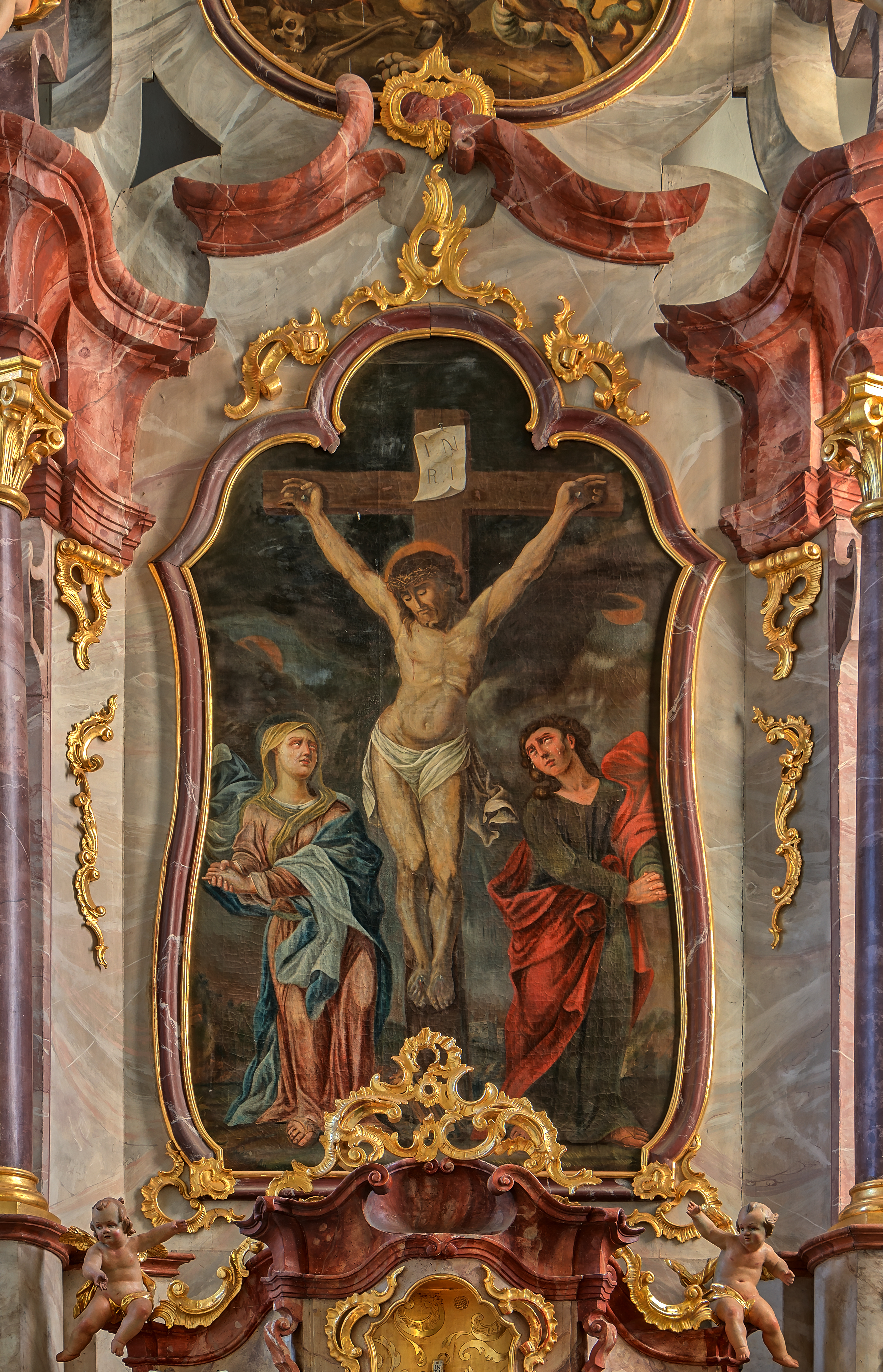
Die Kreuzigung Jesu Hauptaltar
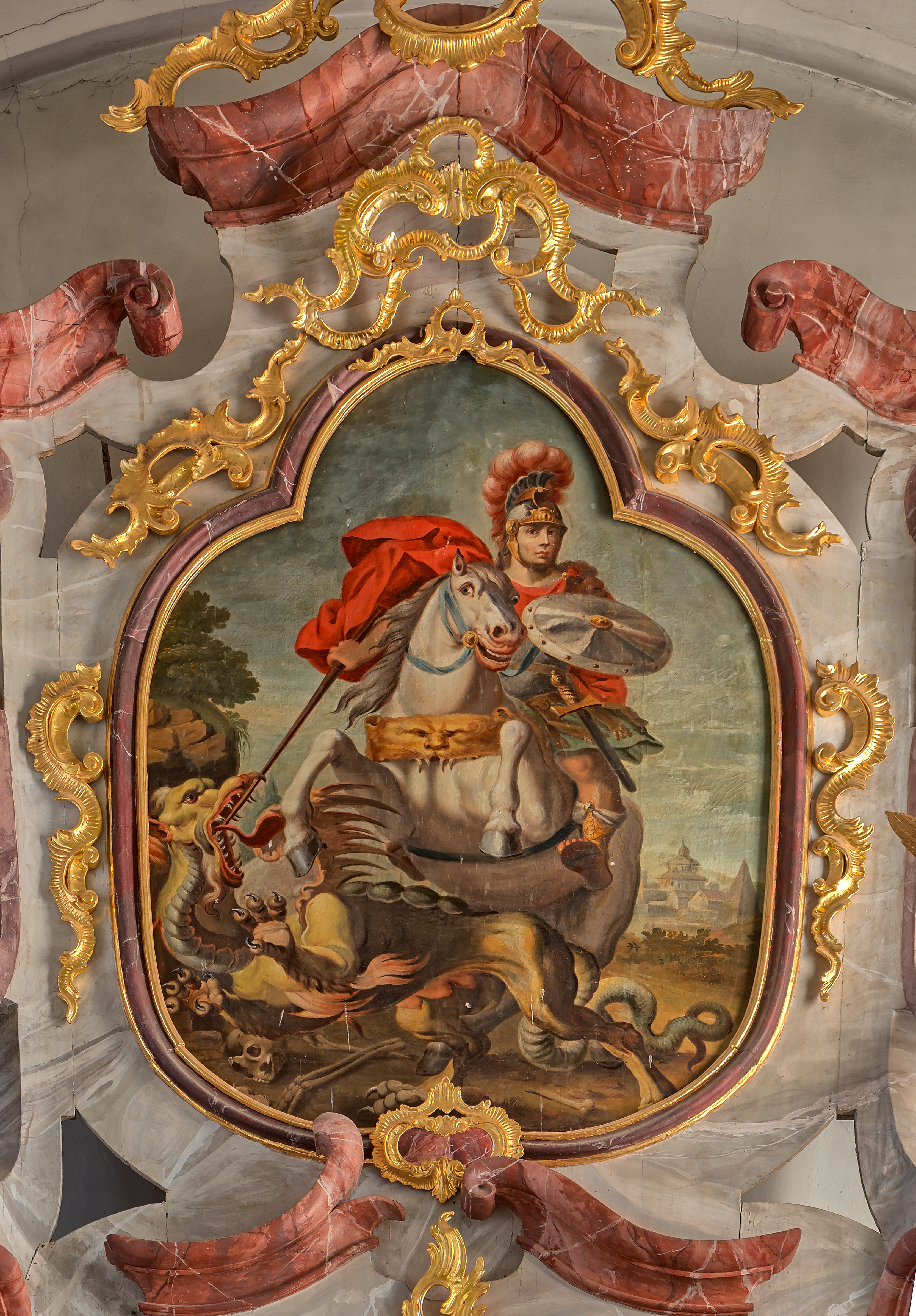
Der Heilige Georg Hauptaltar
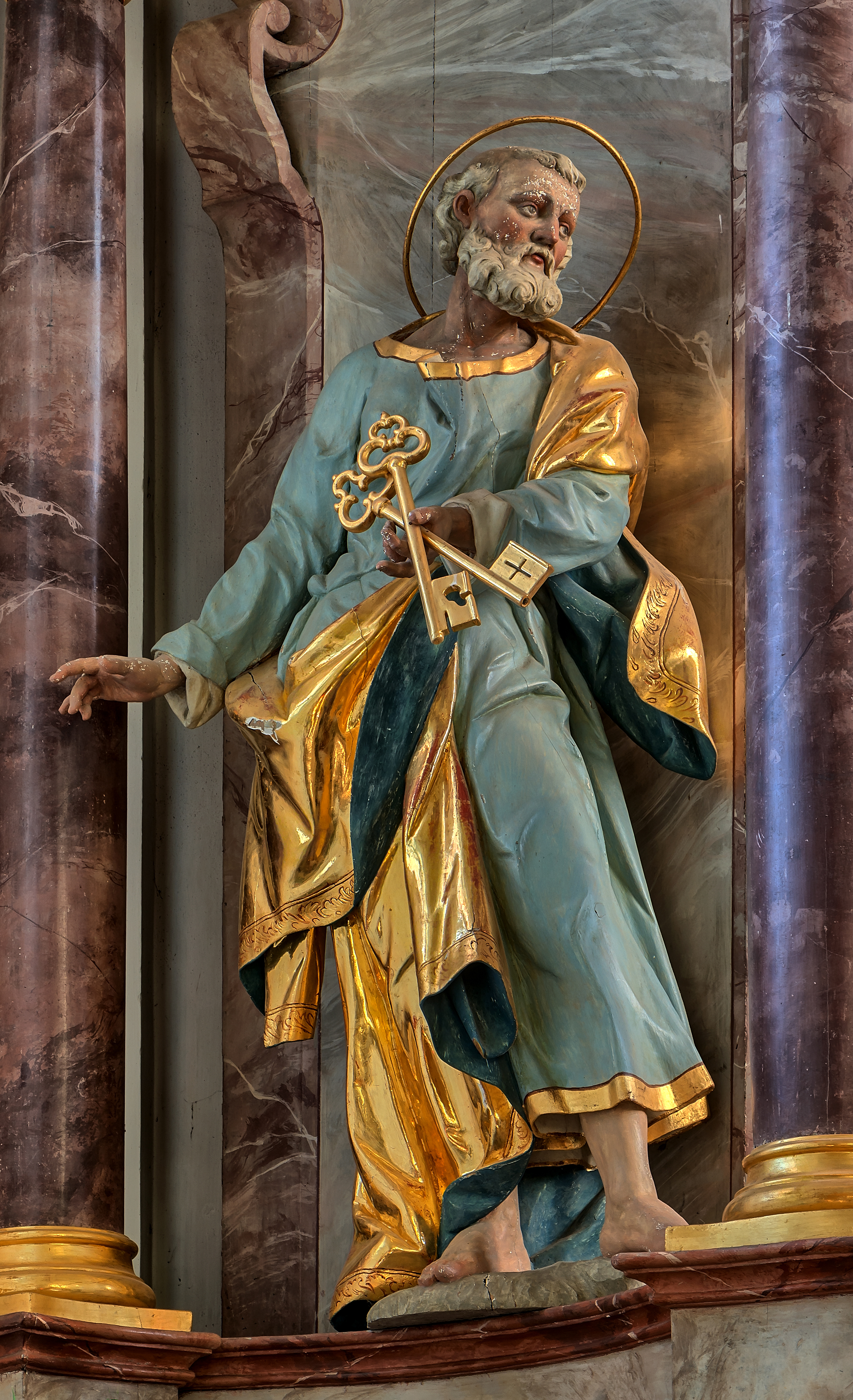
Simon Petrus Hauptaltar
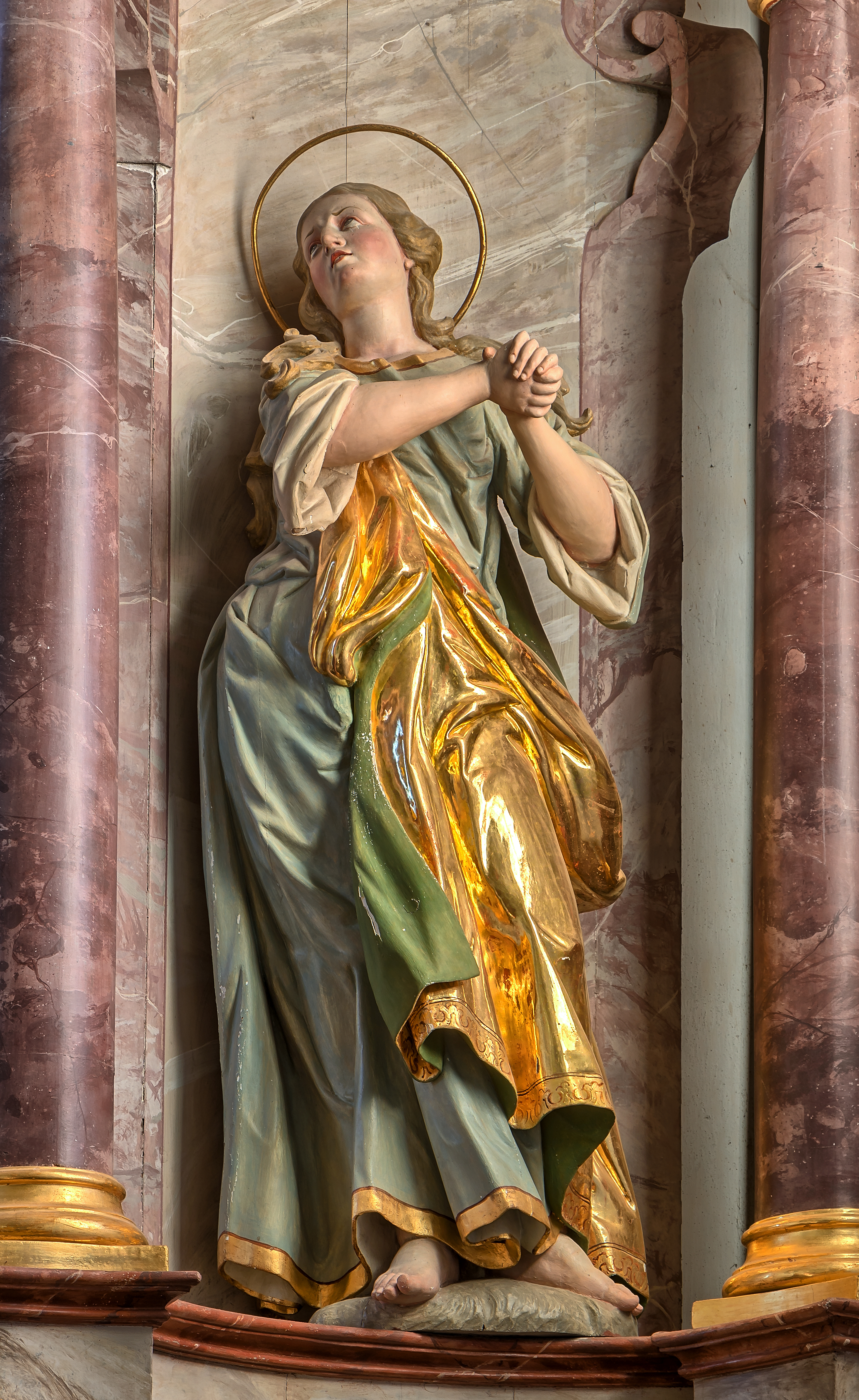
Maria Magdalena Hauptaltar
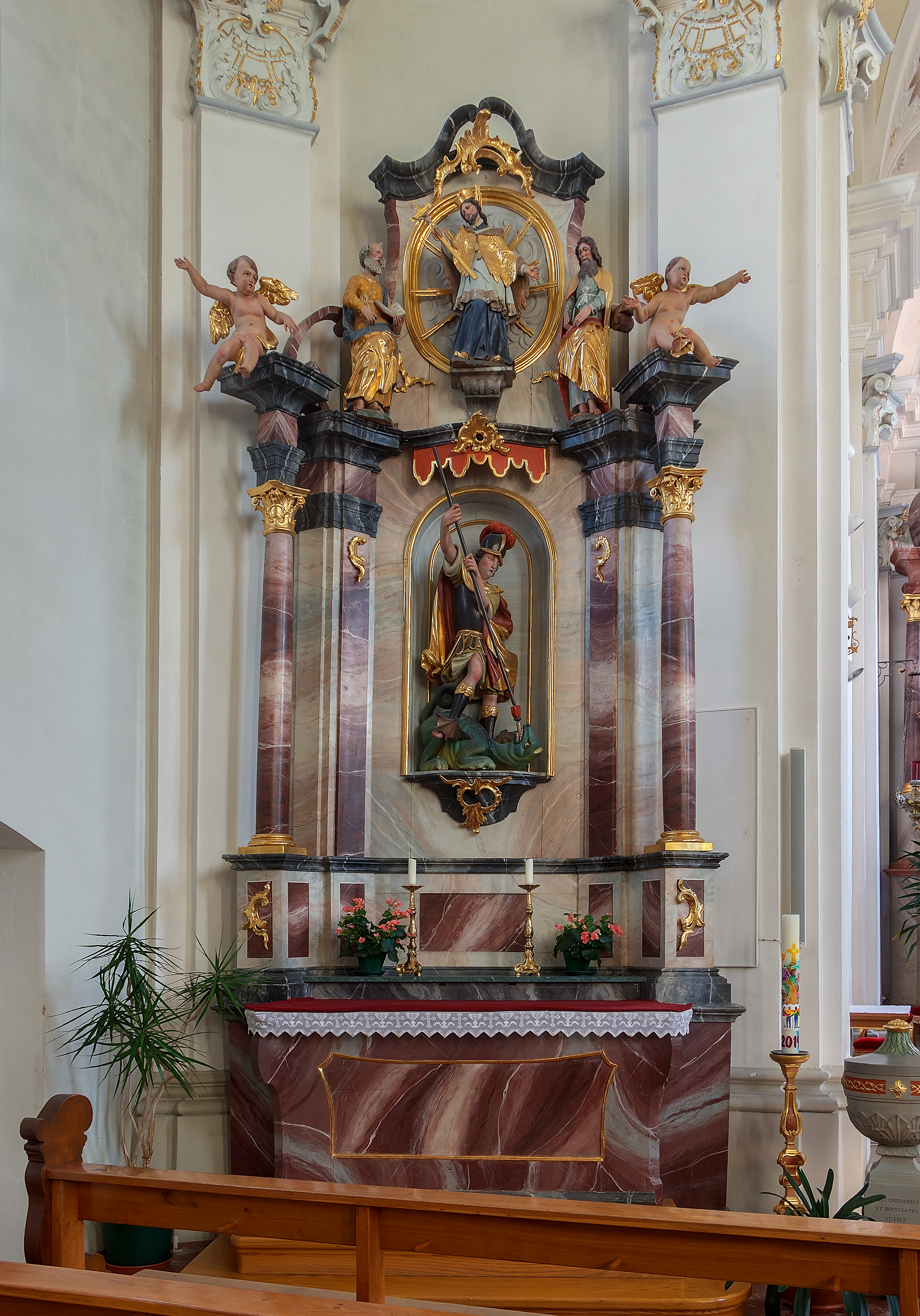
Linker Seitenaltar
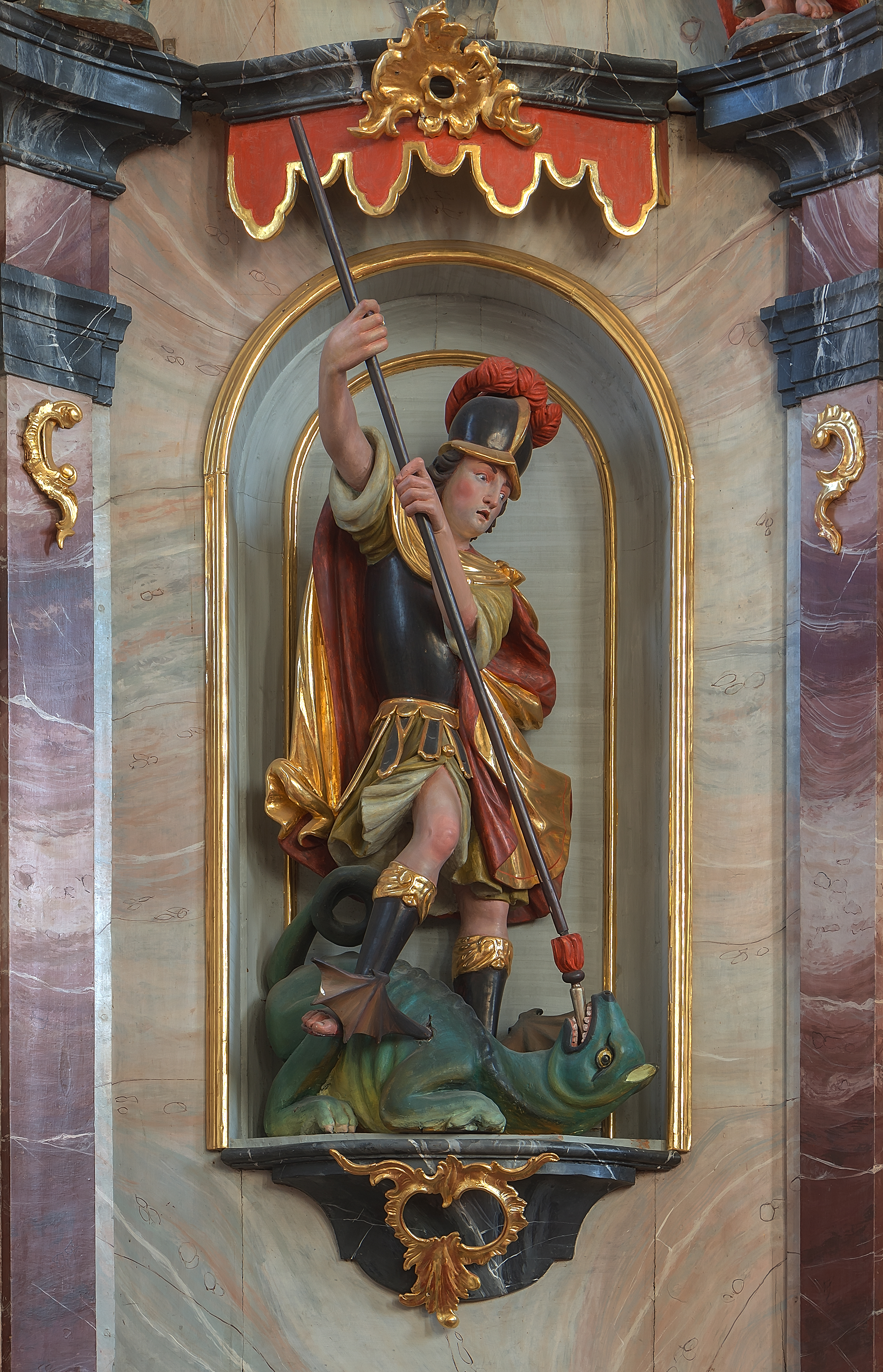
Statue des Hl. Georg Linker Seitenaltar
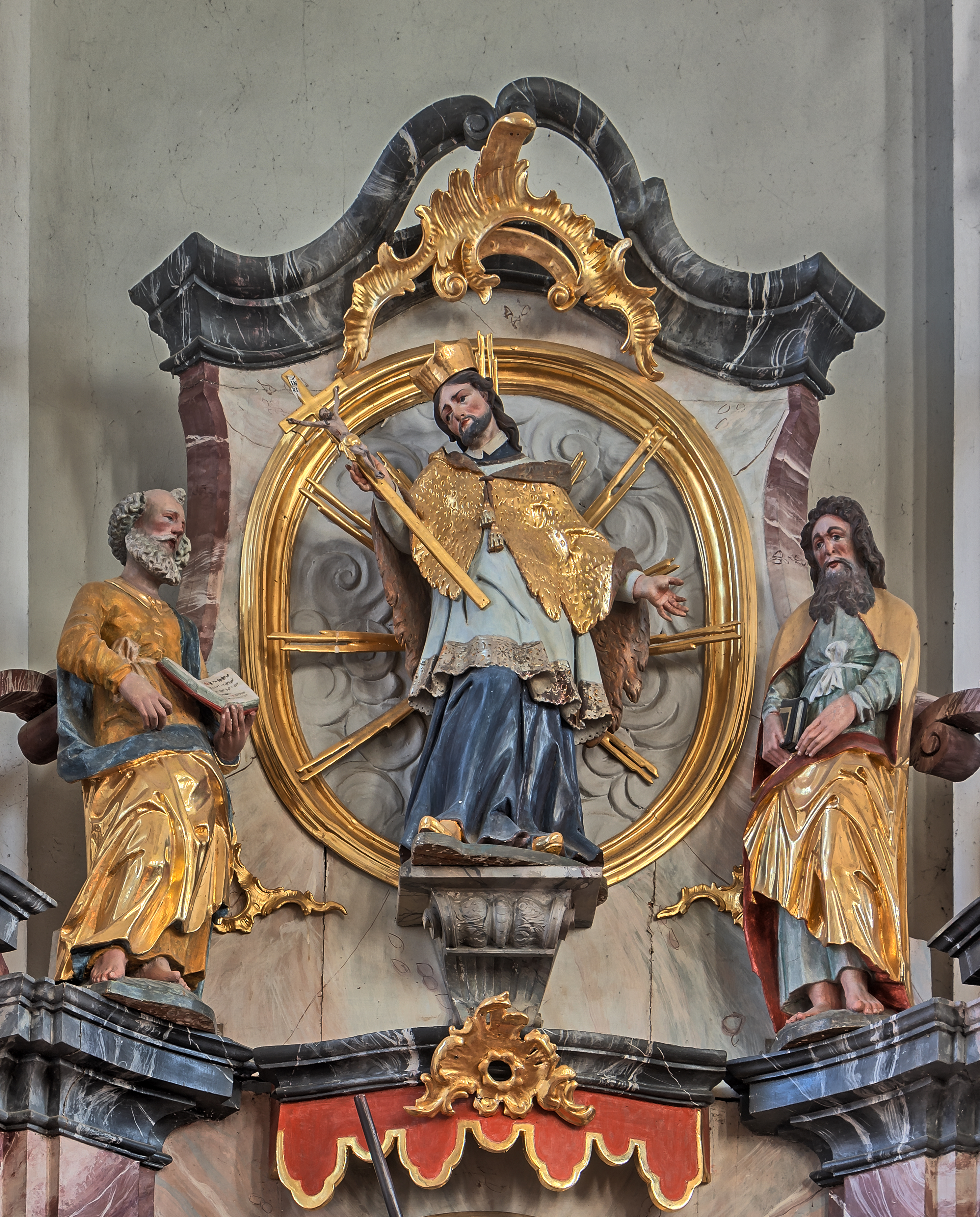
St. Nepomuk mit zwei Aposteln Linker Seitenaltar
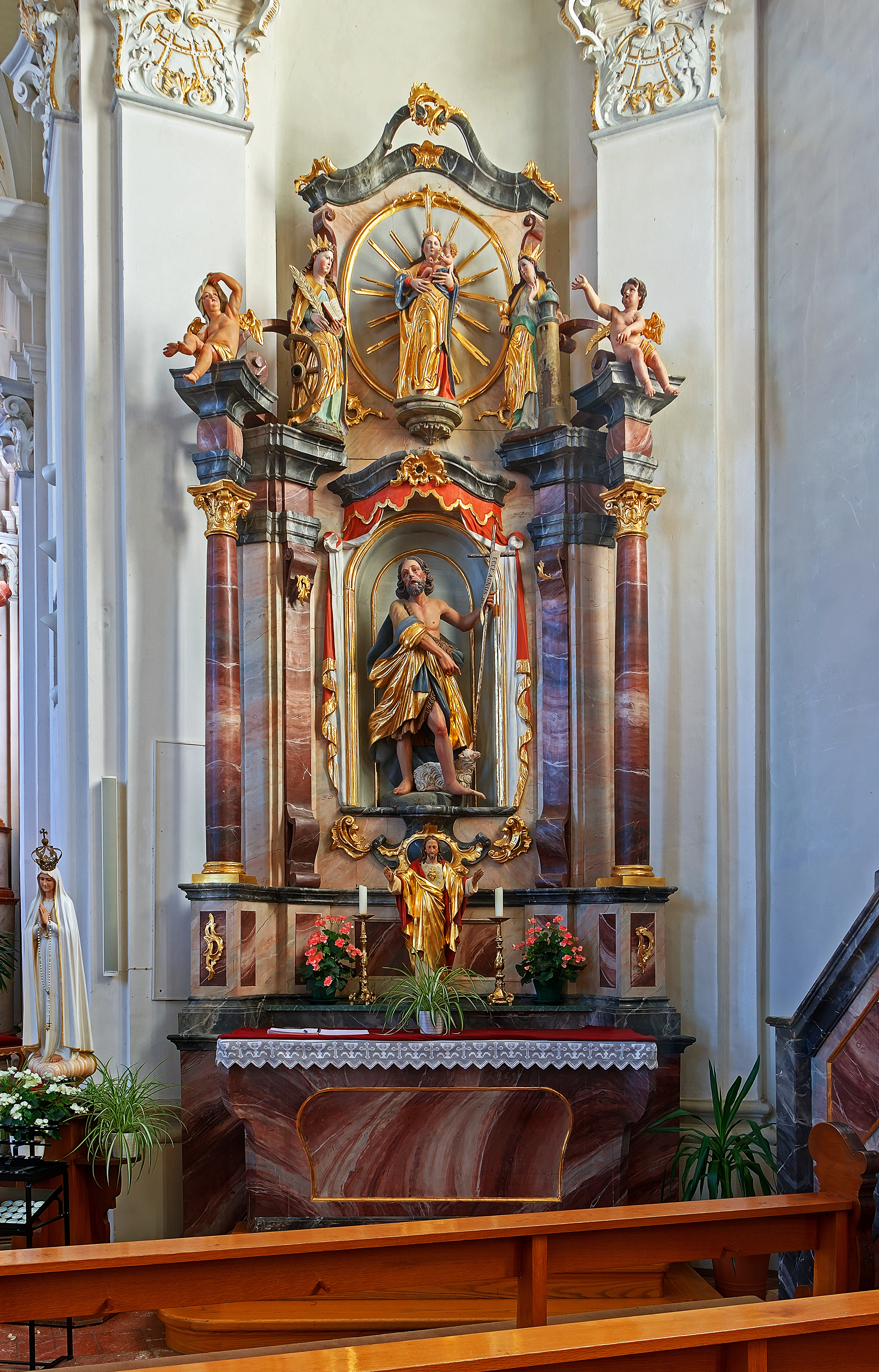
Rechter Seitenaltar
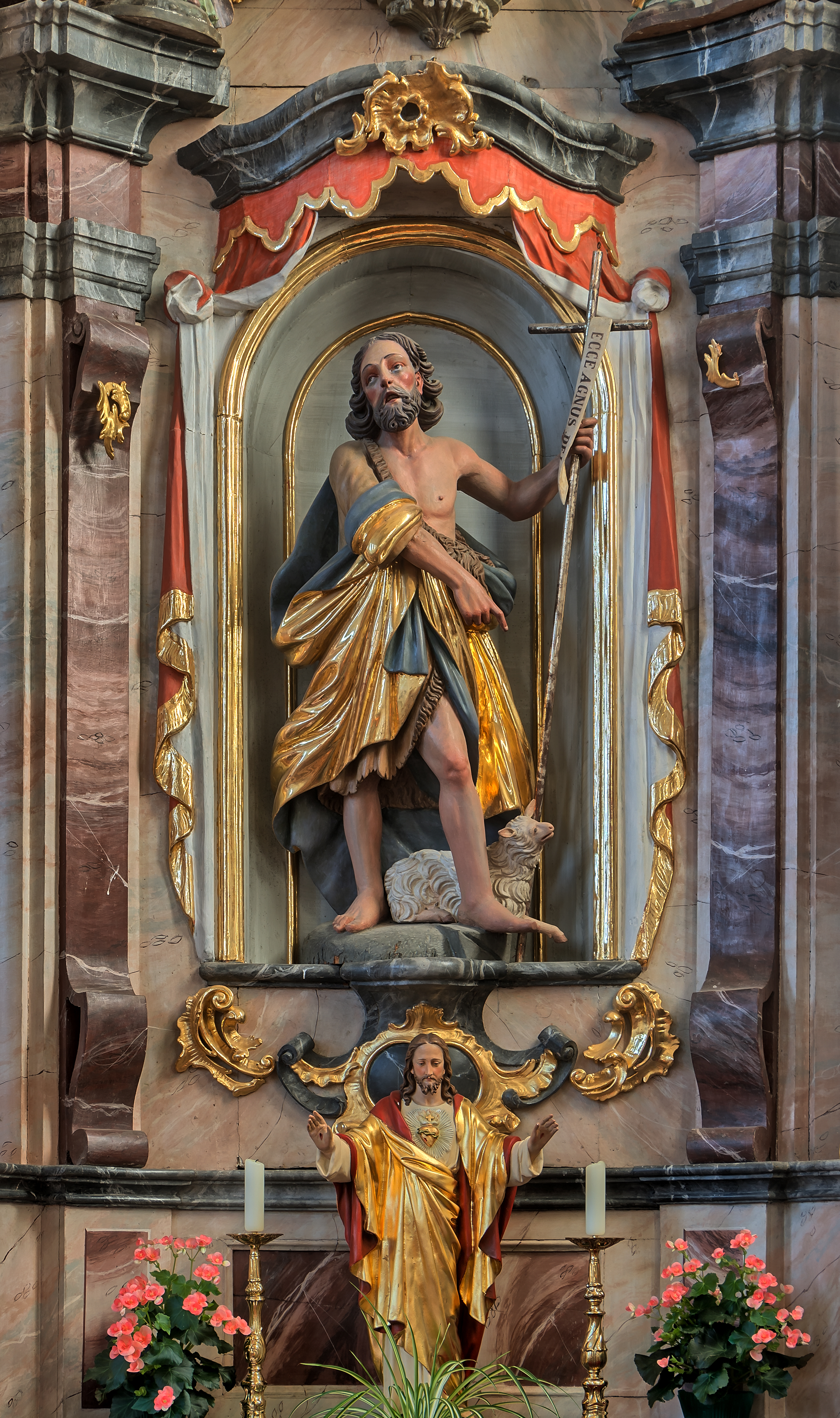
Johannes der Täufer Rechter Seitenaltar
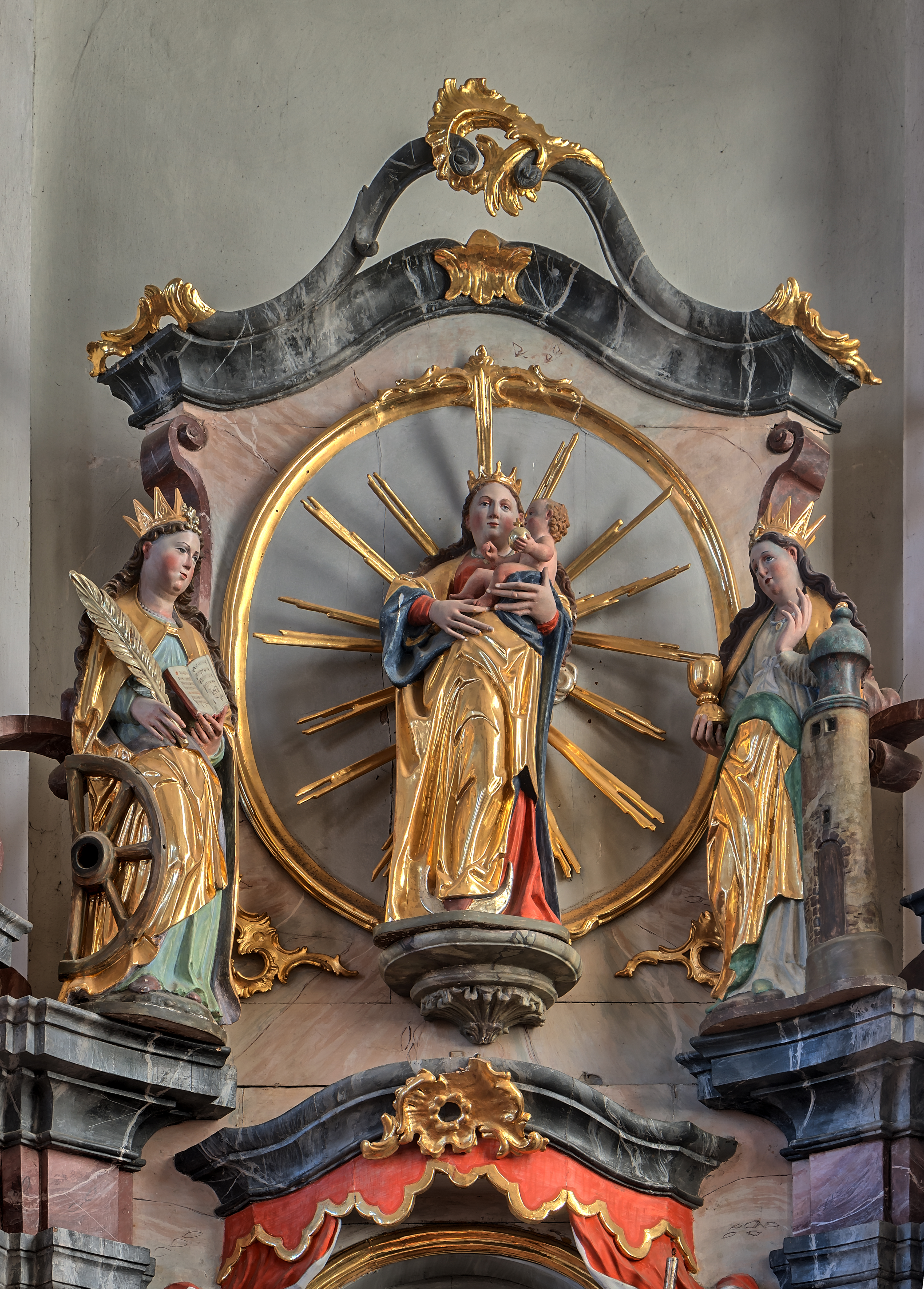
Madonna mit der Hl. Katharina und der Hl. Barbara Rechter Seitenaltar
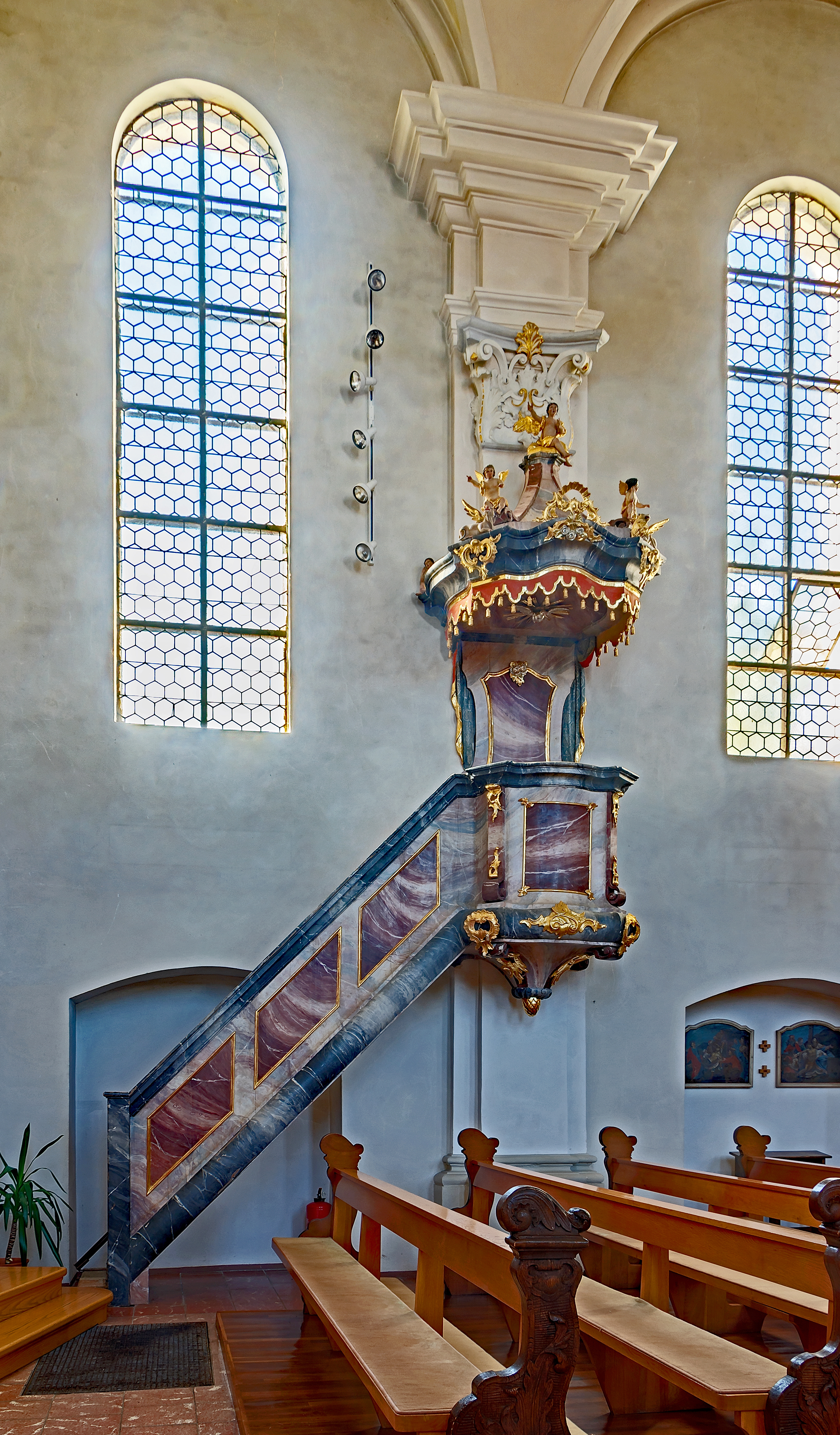
Kanzel